# Ghetto Radom

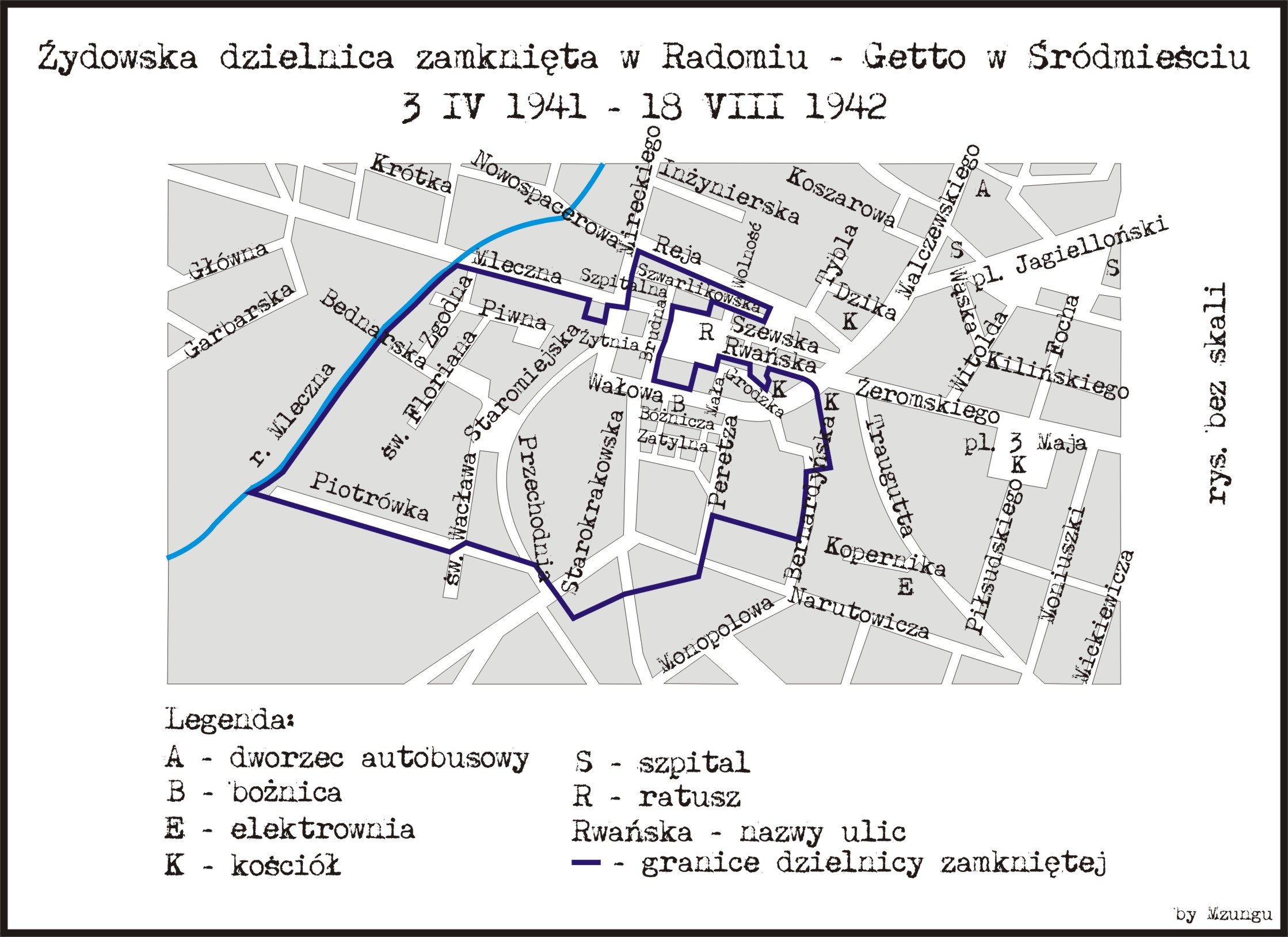
Ghetto Radom Innenstadt

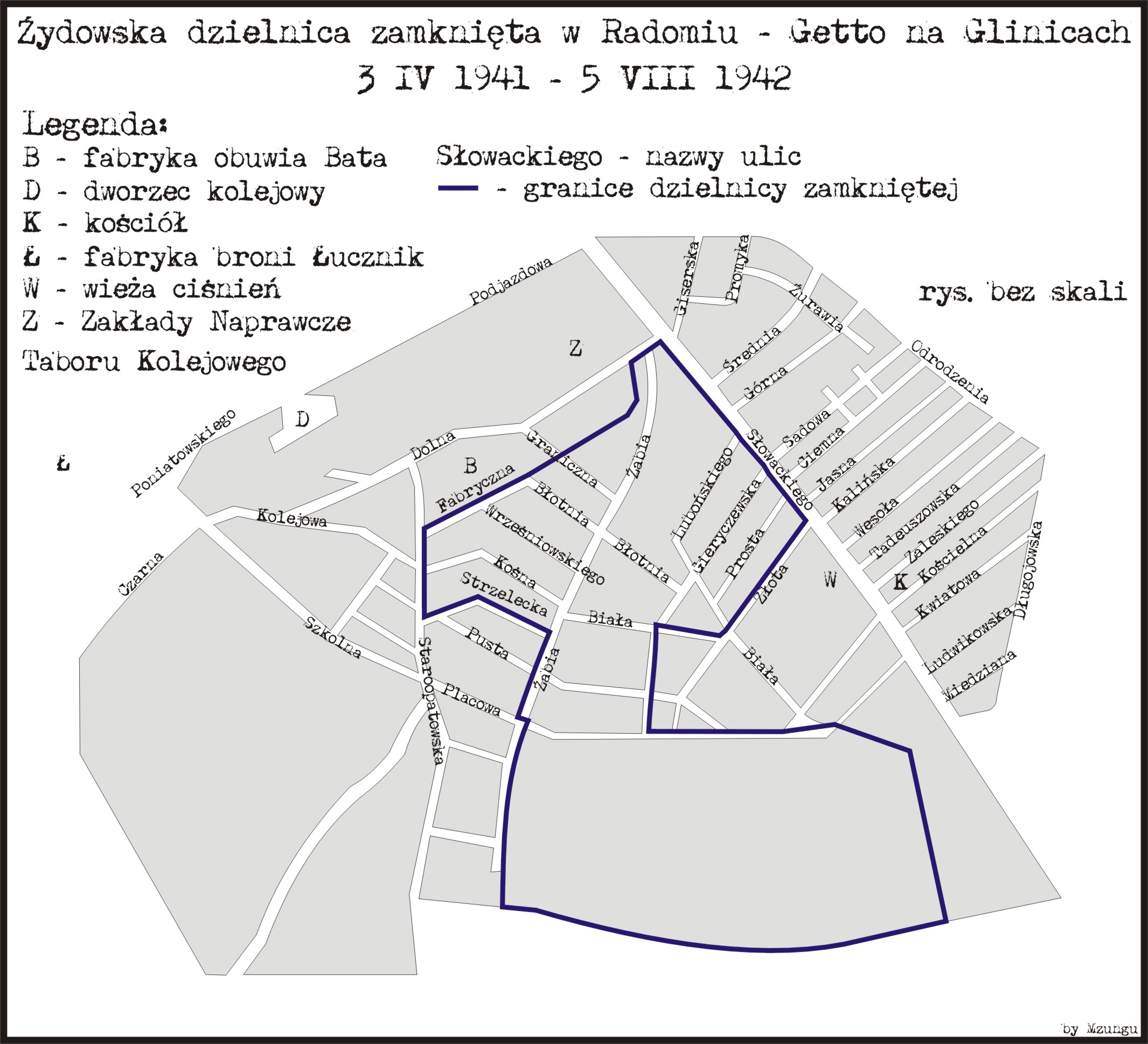
Ghetto Radom Glinice

Das Ghetto Radom wurde unter deutscher Besatzung im Frühling 1941 in Radom eingerichtet und zählte etwa 33.000 Insassen.

## Hintergrund
Das Ghetto bestand eigentlich aus zwei Teilbereichen. Im April 1941 ließ die deutsche Verwaltung im Stadtzentrum ein großes Ghetto für etwa 25.000 Juden und ein kleines Ghetto im Vorort Glinice einrichten, in das etwa 8.000 Juden eingewiesen wurden. Die Lebensbedingungen dort waren schlecht, denn die auf engstem Raum zusammengepferchten Einwohner hungerten. Die Häuser, die ihnen zugewiesen wurden boten keinerlei Installation und die Toiletten waren hinter den Gebäuden. Wasser musste von draußen geholt werden. Anfangs war es den dort eingewiesenen erlaubt sich frei zwischen beiden Ghettos zu bewegen. Doch schon nach wenigen Monaten wurden sie geschlossen, eingezäunt und mit einer Wachmannschaft aus polnischen und deutschen Aufsehern versehen. Die Juden mussten nun eine weiße Armbinde mit einem blauen Davidstern am rechten Arm tragen. In den beiden Ghettos wurden zudem immer wieder „Aktionen“ durchgeführt, bei denen zahlreiche Juden erschossen oder in Lager deportiert wurden.
Das Ghetto wurde im Rahmen der Aktion Reinhardt mit äußerster Brutalität geräumt; am 4. bis 5. August 1942 das kleine Ghetto (Lage) und am 16. bis 18. August das große Ghetto (Lage). Viele der Einwohner, insbesondere Ältere und Kinder, oder jene, die Widerstand leisten, sich verstecken oder fliehen wollten, wurden auf der Stelle ermordet. Rund 20.000 bis 24.000 Juden wurden in das Vernichtungslager Treblinka deportiert, wo sie direkt nach der Ankunft durch Giftgas getötet wurden. Von den rund 4.800 Frauen und Männer, die zur Zwangsarbeit bestimmt worden waren, erlebten nur wenige das Kriegsende.
Zu den verantwortlichen Offizieren im Ghetto gehörten unter anderem Carl Oberg, Erich Kapke, Fritz Katzmann, Wilhelm Bluhm, Hermann Weinrich und Herbert Böttcher, die später als Kriegsverbrecher verurteilt wurden. Von Oktober 1940 bis Mai 1941 wurde das Ghetto vom Polizei-Bataillon 309 bewacht.

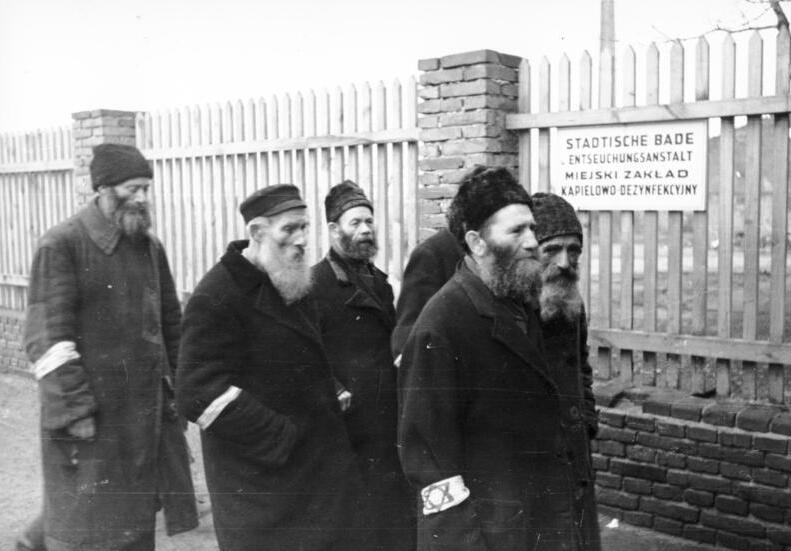
Jüdische Männer mit Armbinden mit dem Judenstern im Ghetto Radom, März 1941
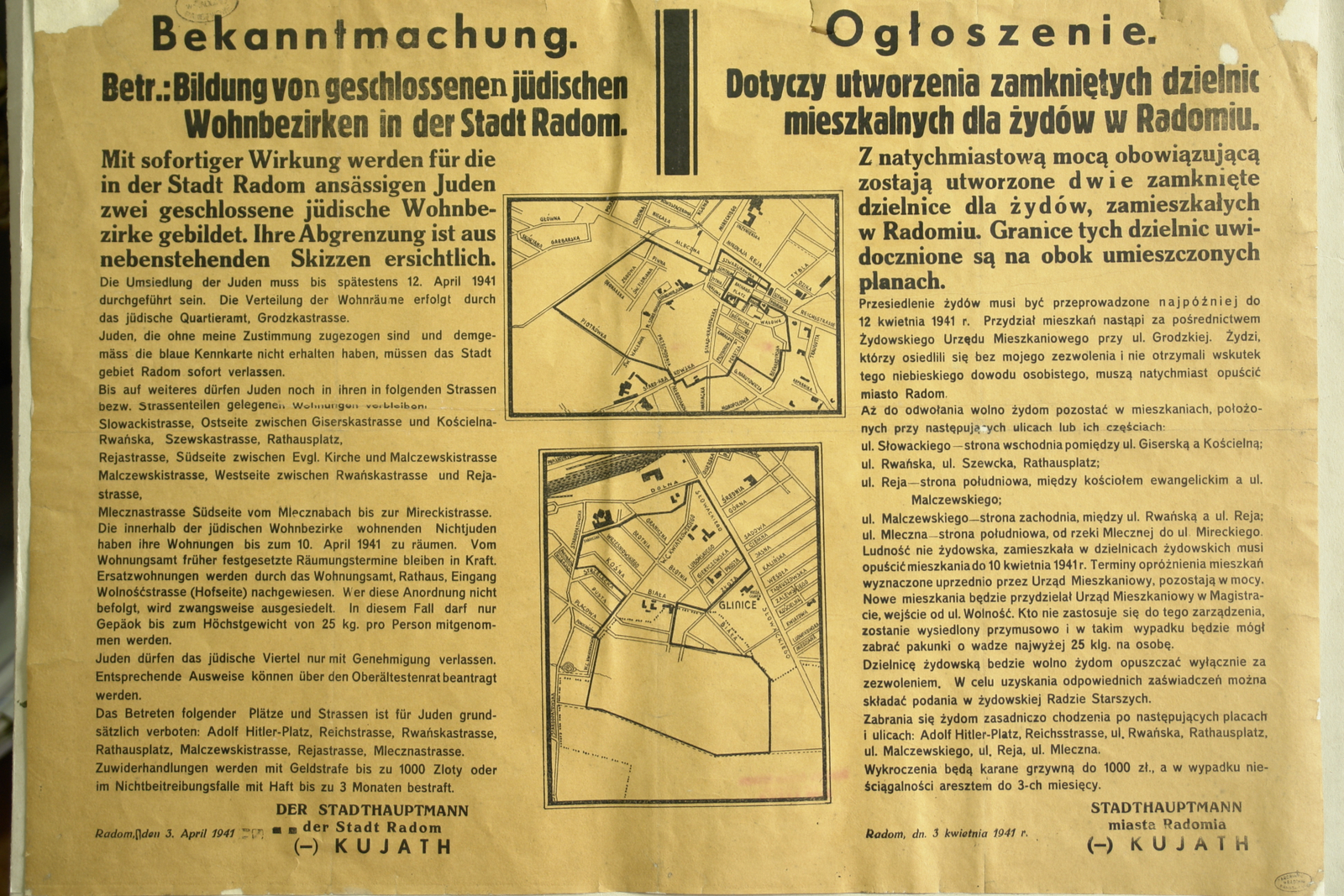
Bekanntmachung von Hans Kujath über Einrichtung des Ghetto in Radom
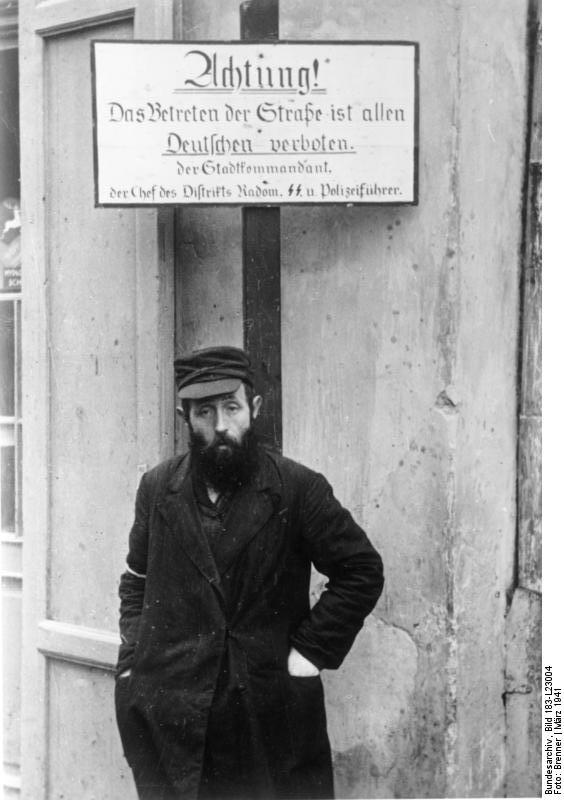
Betreten für Deutsche verboten
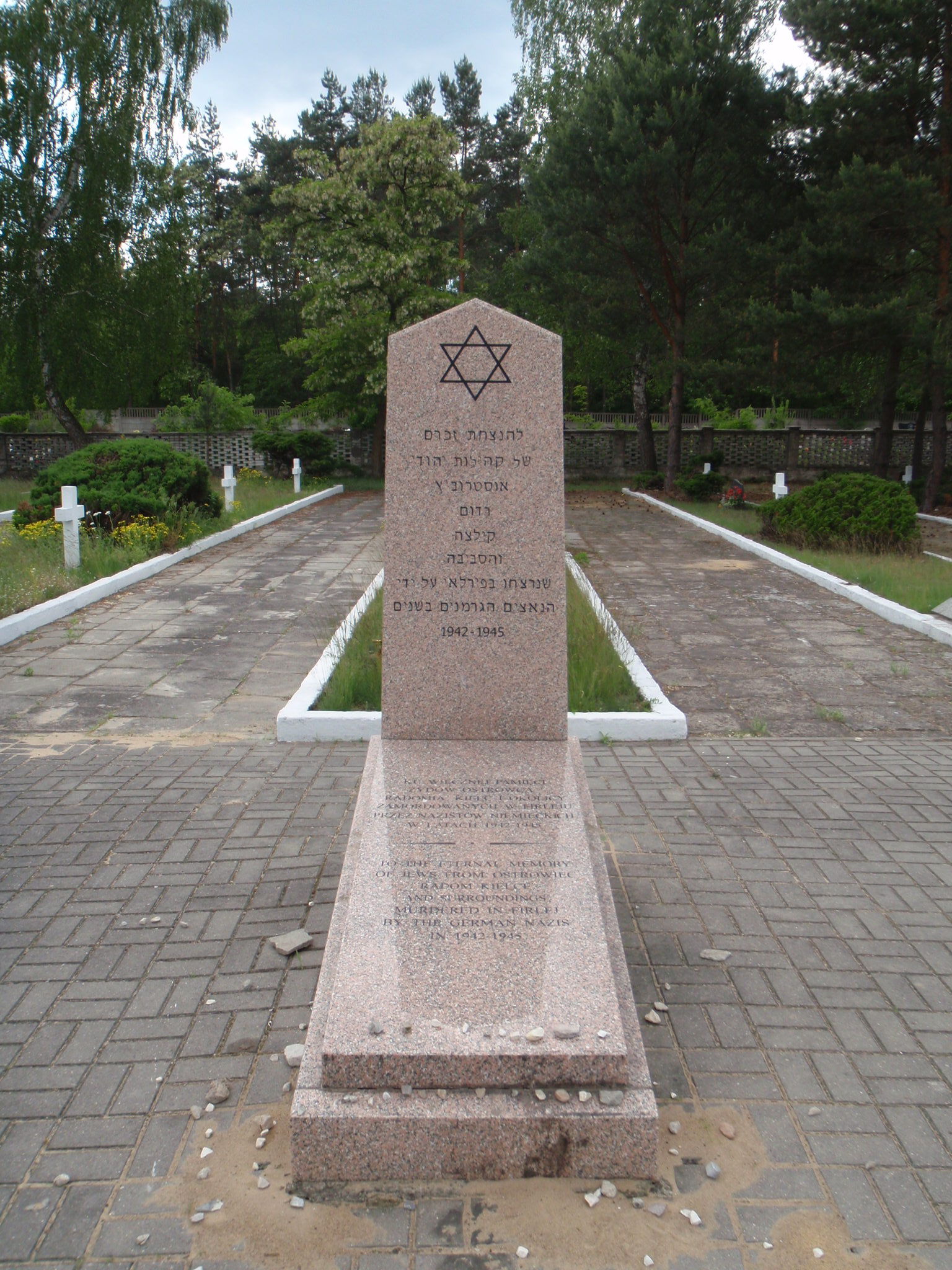
Denkmal zum Gedenken an jüdische Bürger von Radom (Friedhof im Stadtteil Firlej)

## Die Geschichte des Jacob G.
Der Holocaustüberlebende Jacob G. wurde am 2. Oktober 1922 als drittes von vier Kindern im polnischen Radom geboren. In jener Zeit zählte die Stadt rund 100.000 Einwohner, von denen gut ein Drittel das Judentum praktizierten. Sein Vater, Aron Baruch, war Lederarbeiter, seine Mutter hieß Chaya Lea und seine Geschwister Reisel, Chaim und Elek. Im Jahr 1969 wurde er gebeten im Prozess gegen Hermann Weinrich auszusagen, der damals den Oberbefehl über die Geheime Staatspolizei in Radom hatte. Aus seinen Aufzeichnungen geht hervor, dass der Krieg ausbrach, als Jacob gerade seine Ausbildung zum Tischler abgeschlossen hatte. Acht Tage später marschierte die deutsche Armee in die Stadt ein und ernannten aus den Angehörigen der jüdischen Gemeinde einen Judenrat. Da die deutschen Besatzer qualifizierte Tischler benötigten, entsandte ihn der Judenrat im Oktober 1939 zur Arbeit in das Truppenwirtschaftslager der Waffen-SS. Es handelte sich dabei um ein Zwangsarbeitslager in der Kolejowa-Straße 18. Nachdem im Frühjahr 1941 das Ghetto in Radom errichtet worden war, wurden die sechsundachtzig Arbeiter dort einquartiert und mussten, begleitet von Wachsoldaten, von dort aus zur Arbeit marschieren. Die Bewohner erzitterten wann immer der berüchtigte SS-Offizier Max Klingenberg das Ghetto betrat, um einige von ihnen für die Arbeiten oder Aktionen auszuwählen. Den Männern der orthodoxen Juden wurden zudem die Bärte und seitlichen Locken abgeschnitten. Jacob lebte mit seinen Brüdern bis zum Sommer 1942 im Ghetto Radom, als dort eine Typhusepidemie ausbrach. Als man ihnen im August 1942 erlaubte ihre Familien für einen Tag zu besuchen, hatten sie eine dunkle Vorahnung. Und als die Soldaten am nächsten Morgen ihr Lager betraten, waren ihre Stiefel mit Flecken getrocknetem Blutes übersät. „That was the last time we have seen our mother.“ (deutsch: „Das war das letzte Mal, dass wir unsere Mutter gesehen haben.“) Später erfuhren sie, dass der größte Teil des Radom-Ghettos „evakuiert“ und viele seiner Bewohner nach Treblinka geschickt worden waren. Am 13. Januar 1943 wurden Jacob und sein Bruder Chaim beauftragt, die Luken von Viehwaggons mit Stacheldraht und Holz zu verkleiden. Später mussten sie feststellen, dass sie beim Bau der Transportzüge für die zweite und letzte Evakuierung des Ghettos Radom geholfen hatten.